# 管弦楽のための変奏曲 (シェーンベルク)

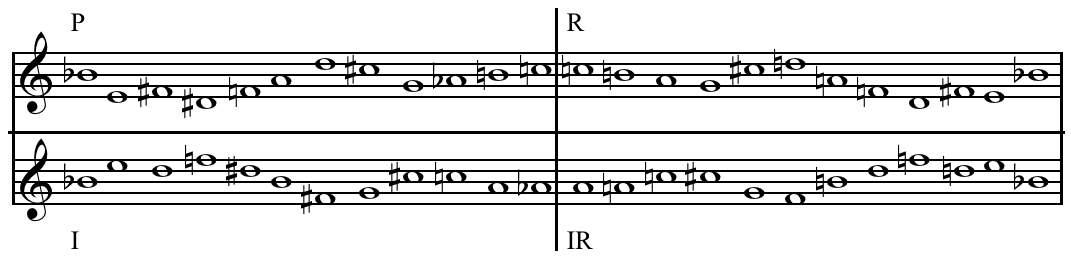
元となる音列（P）、逆行（R）、反行（I）、逆反行（IR）

管弦楽のための変奏曲（Variationen für Orchester ）作品31は、アルノルト・シェーンベルクが1926年から1928年にかけて作曲した管弦楽曲。十二音技法を用いて書かれた最初の大規模な作品である。
初演は1928年12月2日、ベルリンにおいてヴィルヘルム・フルトヴェングラー指揮のベルリン・フィルハーモニー管弦楽団によって行われ、一大スキャンダルを巻き起こした。
出版は1929年、ウィーンのウニヴェルザール出版社から。

## 楽器編成
フルート4（ピッコロ2持ち替え）、オーボエ3、コーラングレ（第4オーボエ）、クラリネット3、小クラリネット（第4クラリネット）、バス・クラリネット、ファゴット3、コントラファゴット（第4ファゴット）、ホルン4、トランペット3、トロンボーン3、チューバ、ティンパニ、大太鼓、小太鼓、長太鼓、シンバル、タムタム、トライアングル、シロフォン、グロッケンシュピール、フレクサトーン、チェレスタ、マンドリン、ハープ、弦五部

## 演奏時間
約23分

## 楽曲の構成
導入部、主題と9つの変奏、終曲からなる。520小節。
- 導入部（1 - 33小節）2分の2拍子
- 主題（34 - 57小節）4分の3拍子
- 第1変奏（58 - 81小節）モデラート、4分の3拍子
- 第2変奏（82 - 105小節）アダージョ、8分の9拍子
- 第3変奏（106 - 129小節）適度に（Mässig）、4分の3拍子
- 第4変奏（130 - 177小節）ワルツのテンポ（Walzer-tempo）、4分の3拍子
- 第5変奏（178 - 201小節）速く（Bewegt）、2分の3拍子
- 第6変奏（202 - 237小節）アンダンテ、8分の4拍子
- 第7変奏（238 - 261小節）遅く（langsam）、4分の4拍子
- 第8変奏（262 - 285小節）極めて速く（Sehr rasch）、2分の2拍子
- 第9変奏（286 - 309小節）リステッソ・テンポ、2分の2拍子
- 終曲 - 3つの部分に分かれる。
  - 第1部（310 - 343小節）　4分の3拍子
  - 第2部（344 - 434小節）　4分の2拍子
  - 第3部（435 - 520小節）　4分の2拍子